# Festa di santa Lucia (Crema)
La festa di santa Lucia (dialetto cremasco: fèsta e féra da santa Lüséa) è una manifestazione popolare che si tiene ogni anno a Crema, nel periodo antecedente il 13 dicembre.

## Origini
È impossibile verificare con documenti scritti l'origine del culto, ma secondo un'ipotesi questo deriverebbe dal dominio veneziano su Crema, probabilmente proprio perché nella città lagunare dal 1204 custodisce le reliquie della santa. Qui, come in altre province lombarde un tempo sottoposte al dominio della Repubblica di Venezia (Brescia, Bergamo, ma anche i territori limitrofi di Cremona e Lodi), Santa Lucia è venerata come portatrice di doni, probabilmente grazie alla storia personale della santa e alle sue opere caritatevoli.
Un'altra storia narra di una non ben precisata malattia contagiosa avvenuta in terra veneta, che colpiva particolarmente gli occhi dei bambini. La malattia sarebbe cessata invocando la santa da cui l'usanza alla memoria del dono della vista e della salute di serbarle profonda gratitudine. Da qui la trasformazioni in evento ripetitivo e tradizionale.
Altre ipotesi propendono per origini contadine, in particolare a un'azione di solidarietà che sarebbe avvenuta nel XVI secolo quando le campagne bresciane sarebbero state colpite da una grave carestia. Gli abitanti del cremonese, allora, organizzarono una raccolta di sacchi di grano che depositarono nella notte tra il 12 e 13 dicembre in forma anonima davanti alle case delle genti colpite. I bresciani, al risveglio, trovando quell'omaggio e non sapendo chi ringraziare pensarono a un miracolo della santa di quel giorno, ovvero santa Lucia.

## I giorni precedenti la festa

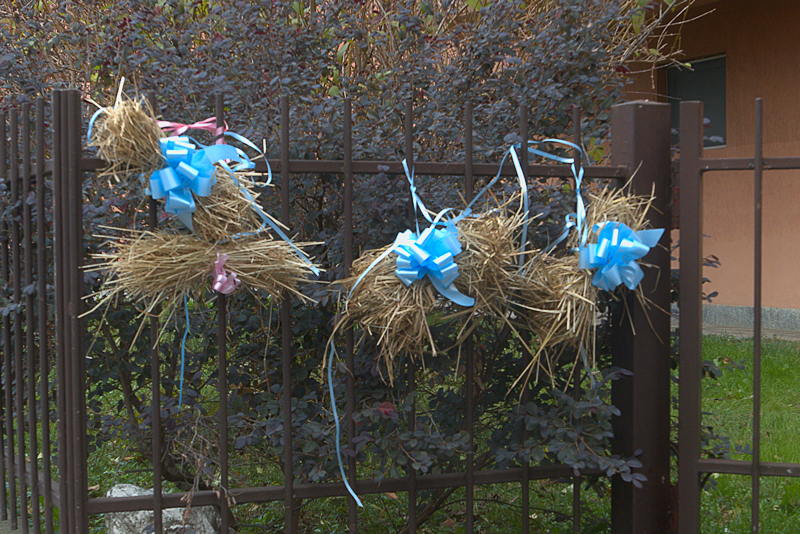
Mazzolini di fieno appesi all'avvicinarsi del giorno di Santa Lucia

Tradizionalmente i bambini scrivono una lettera elencando i doni desiderati, successivamente, nei giorni precedenti il giorno della festività lasciano appesi alle finestre, alle porte o ai balconi dei mazzolini di fieno per sfamare l'asinello usato dalla Santa durante il suo passaggio.

## La fiera
Nella giornata del 12 dicembre, vigilia della festività della Santa, in piazza Duomo viene allestita una fiera con bancarelle per la vendita di giocattoli e dolciumi, ma anche un'occasione per acquistare e scambiarsi doni tra adulti, analogamente a quanto si fa in Italia con altre tradizioni come san Nicola, la Befana o Babbo Natale.

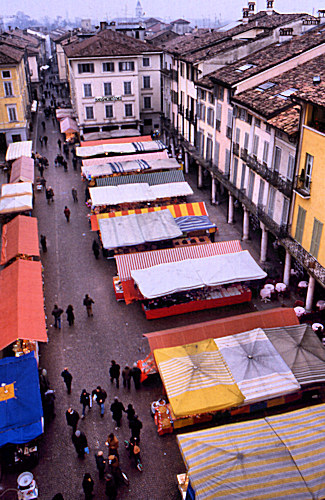
Piazza Duomo e le bancarelle di santa Lucia
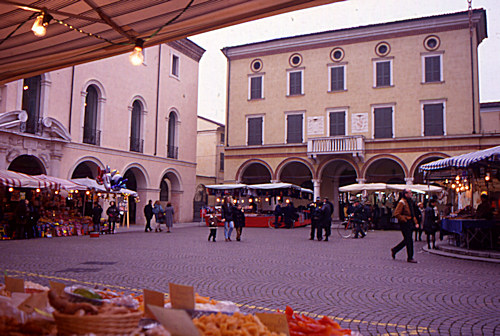
Le bancarelle di santa Lucia e il palazzo vescovile